# Yusaku Toyoshima
Yusaku Toyoshima (født 6. juli 1991) er en japansk fodboldspiller.
Han har spillet for flere forskellige klubber i sin karriere, herunder Grulla Morioka.